# Crkva Presvetog Trojstva u Blagaju na Buni
Crkva Presvetog Trojstva je rimokatolička crkva u Blagaju na Buni u Hercegovini. 

## Povijest
Kršćanstvo ovih krajeva datira još od 5. stoljeća. Blagaj je bio važni grad i u njemu je bila crkva sv. Kuzme i Damjana, izgrađena i posvećena 1194. o čemu piše na Blagajskoj ploči. S osmanskim osvajanjima kršćanstvo a osobito katoličanstvo je iskorjenjivano, nasilnom islamizacijom, progonom katolika ili prekrštavanjem katolika na pravoslavlje koje je bilo protežirano u Osmanskom Carstvu. Austro-ugarsko zaposjedanje BiH 1878. donosi bolja vremena. Mostarsko-duvanjski biskup Paškal Buconjić obnovio je župu 1891. godine. Kupio ju je skupa s građevinskim objektom od obitelji Velagića. Crkva je sagrađena 1908. u vrijeme župnika fra Ivana Božića i posvećena Presvetom Trojstvu. Godine 1933. završen je zvonik crkve. Godine 1956. podignut je novi oltar u crkvi. Tri pogubna rata i promjene civilnih vlasti donosile su nedaće koje su pogađale kršćanski puk. Srpska pa zatim bošnjačka agresija bila je presudna za katolike ovog dijela Hercegovine. Nitko nije mogao ostati u Blagaju i tako je ostalo do danas. Zbog toga se i župno središte moralo premjestiti na Bunu. Na novom mjestu podignut je Pastoralni centar “blaženi Alojzije Stepinac”, sagrađena nova crkva i uspostavljena župa s naslovom: Župa Presvetoga Trojstva – Blagaj-Buna. Od 28. svibnja 2008. godine stara crkva je spomenik kulture. Biskupski ordinarijat u Mostaru pokrenuo je obnovu ruševne blagajske crkve.